# Батюжино
Батюжино (біл. вёска Бацюжына) — село в складі Вілейського району Мінської області, Білорусь. Село підпорядковане Хотеньчицькій сільській раді, розташоване в північній частині області.